# Gebka
Gebka oppure Gebga è un uccello nero nominato nei Testi dei sarcofagi, in varie formule, dotato di un potente veleno e che mesce da bere alle mense dei defunti.

## Nella Duat
Gebka appare nella Duat, tra dei cumuli di detriti. Il defunto deve affrontarlo strappando i suoi libri e distruggendo i suoi vasi.